# 桂歌之助 (3代目)
三代目 桂 歌之助（かつら うたのすけ、1971年3月13日 - ）は、大阪府高槻市出身の落語家。本名∶横田 純一郎。米朝事務所所属、上方落語協会会員。出囃子は「雛鶴三番叟」。

## 来歴
千葉大学工学部建築学科を卒業後に落語家を目指し、当初は桂雀々に入門を志望するも「君と僕とはタイプが違いすぎるで。もっと合（お）うたところがあるんとちゃうか」と言われ、1997年に2代目桂歌之助に入門する。2代目も建築系への進学に失敗して落語に進んだという経歴を持っていた。2代目の自宅に見習いとして通っている途中で師匠が急性膵炎で入院し、正式な入門日は病院で迎えたという。
入門後は、桂歌々志を名乗る。歌々志（案山子）の名は、師匠・歌之助の「歌」に、雀々の「々」、大師匠の3代目桂米朝が考案した「志」（「子」だと弱々しいため）の各字をつなげたものだった。
1997年5月の「歌之助百噺」にて初舞台。26歳と高い年代での入門だったため、米朝は「高座でやるかどうかは別として、一つでも噺を仰山（ぎょうさん）覚えときなさい」とアドバイスしたという。2代目は2002年に没したため、唯一の弟子となった。実子のいなかった2代目は歌之助をかわいがったという。
2005年8月1日のトリイ寄席「米朝と孫弟子の会」の座談会で、大師匠の米朝から桂歌之助の名前を継ぐように言われる。2007年1月5日、ワッハホールにて襲名披露公演が行われた。この日は米朝の口上が予定されていたが、事務所スタッフのミスで本人に連絡がいっておらず、米朝自身が遅刻する（桂まん我が桂団朝を引っ張って車で迎えに行き、事なきを得る）。同年1月22日より天満天神繁昌亭にて「三代目桂歌之助襲名披露公演」が行われた。繁昌亭オープン以来、初めての襲名披露公演となる。
2017年5月、芸歴20周年を記念して、20日間ぶっ通し落語会『歌之助やけくそ二十日間』（日替わりで40本のネタを披露）をツギハギ荘にて開催。
仕事でたびたび訪れ魅力を感じ、大阪からのアクセスも良い兵庫県丹波篠山市に2021年9月25日、古民家を改装したスパイスカレー店「ルーとこめ」をオープンさせた。店は不定期営業、落語家と両立させる。

## 芸風
2代目が得意とした「善光寺骨寄せ」（人形を使う演出がある）を2007年10月24日の繁昌亭での独演会で初めて演じた。
外国語落語に関心が高く、「動物園」を、2008年にイタリア語で、2017年には中国語で演じている（前者はイタリア、後者は台湾で口演）。

## 人物
親は医師で、前記の入門時に同行して入院中の2代目に挨拶した際、点滴の袋を見て「ははぁ、ここが悪いんですね」と話したという。双子の弟がいるが、一般人のため名前などは非公開。
歩いての旅が趣味で、雑誌『WALK ウォーク関西版』2005/06年秋冬号（山と渓谷、2005年、ISBN 4-635-92208-1）に「平成の伊勢参り」と題して、7日間かけて大阪市東成区玉造から伊勢神宮への伊勢本街道170kmを歩く企画が掲載された。

## 受賞歴
- 2003年（平成15年）: 「NHK新人演芸大賞」入賞
- 2006年（平成18年）: 「なにわ芸術祭」新人賞
- 2007年（平成19年）
  - 「繁昌亭大賞 輝き賞」
  - 「咲くやこの花賞」大衆芸能部門
  - 「文化庁芸術祭」新人賞